# Little Fish (2005)
Little Fish ist ein australisches Filmdrama aus dem Jahr 2005.

## Handlung
Die ehemals Heroinsüchtige Tracy arbeitet in einer Videothek im asiatischen Viertel von Sydney. Sie möchte den Laden zu einem Internetcafé vergrößern, bekommt aber aufgrund ihrer kriminellen Vergangenheit keinen Kredit. Ihr Ex-Lover Jonny möchte ihr aushelfen. Er scheint nach einem mehrjährigen Aufenthalt in Vancouver ein erfolgreicher Börsenmakler zu sein. Doch dies stellt sich als Schein heraus: Zusammen mit Tracys Bruder Ray betätigt er sich als Drogendealer. Zu dritt versuchen sie einen Deal außerhalb der Stadt bei einem Drogenlabor abzuwickeln, stattdessen können sie nur Tracys Kumpel Lionel mitnehmen, einen drogensüchtigen Ex-Sportler, der auf dem Boden verblutet.

## Auszeichnungen
Cate Blanchett, Hugo Weaving, Noni Hazlehurst, die beiden Filmeditoren und die Tongestalter gewannen im Jahr 2005 den Australian Film Institute Award. Der Film erhielt acht weitere Nominierungen für den gleichen Preis, darunter für Rowan Woods und für Jacqueline Perske.
Cate Blanchett, Hugo Weaving und Noni Hazlehurst gewannen im Jahr 2005 den Film-Critics-Circle-of-Australia-Award. Cate Blanchett, Hugo Weaving und die Tonexperten gewannen 2005 einen IF Award; der Film erhielt fünf weitere Nominierungen für den gleichen Preis.

## Kritiken
„Der düstere Film setzt seine komplexe Geschichte aus fragmentarischen Teilen zusammen und überzeugt in erster Linie durch die großartige Ensemble-Leistung der Darsteller; herausragend die Hauptdarstellerin, die beklemmend vermittelt, wie ihre Figur immer wieder mit Urängsten zu kämpfen hat.“